# Bhainsdehi
Bhainsdehi è una suddivisione dell'India, classificata come nagar panchayat, di 15.756 abitanti, situata nel distretto di Betul, nello stato federato del Madhya Pradesh. In base al numero di abitanti la città rientra nella classe IV (da 10.000 a 19.999 persone).

## Geografia fisica
La città è situata a 21° 40' 12 N e 77° 37' 26 E.

## Società

### Evoluzione demografica
Al censimento del 2001 la popolazione di Bhainsdehi assommava a 15.756 persone, delle quali 8.082 maschi e 7.674 femmine. I bambini di età inferiore o uguale ai sei anni assommavano a 2.196, dei quali 1.144 maschi e 1.052 femmine. Infine, coloro che erano in grado di saper almeno leggere e scrivere erano 11.021, dei quali 6.204 maschi e 4.817 femmine.